# Delphine Gay

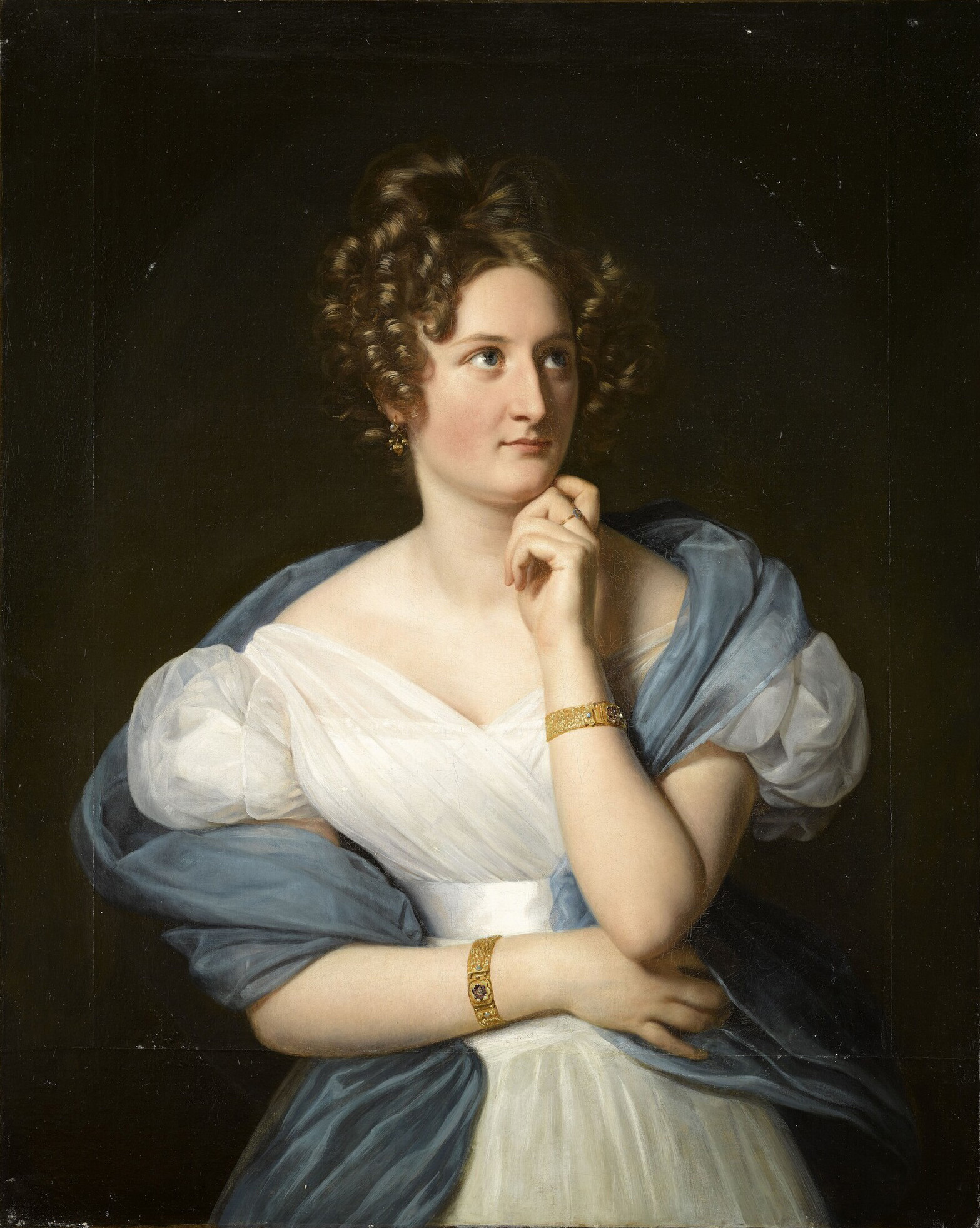
Delphine Gay, gemalt von Louis Hersent

Delphine Gay (* 26. Januar 1804 in Aachen; † 29. Juni 1855 in Paris) war eine französische Dichterin.
Sie war die Tochter von Jean Sigismond Gay und Sophie Nichault de La Valette, das älteste Kind aus der zweiten Ehe ihrer Mutter. Sie wuchs zunächst in Aachen auf, besuchte aber auch regelmäßig Paris.
Bereits mit siebzehn Jahren machte sich die Tochter einer hochgebildeten Salonnière einen Namen als Dichterin, so glänzte sie etwa im Salon von Julie Récamier. Ihr Ruf gründete sich auf ihrer Poesie, die als Essais poétiques erschien. Die Gedichte Mort de Napoléon und Mort du Général Foy trugen ihr einen Spitznamen als „die Muse des Vaterlandes“ ein.
Am 1. Juni 1831 heiratete sie Émile de Girardin, der 1836 die Wochenzeitung La Presse gründete. So wagte sich Delphine Girardin in den Journalismus. Großen Erfolg hatten ihre Lettres parisiennes sowie die Berichte, die sie unter dem Namen eines Vicomte de Launay zwischen 1836 und 1848 veröffentlichte. Diese 57 Briefe beinhalteten geistreiche Aufzeichnungen über künstlerische, literarische und politische Persönlichkeiten. Ferner schrieb sie zahlreiche Romane und Theaterstücke und führte auch selbst einen Salon, zu dem vor allem namhafte Schriftsteller der Zeit geladen waren.
Ihre Œuvres complètes erschienen 1860 bis 1861 in sechs Bänden. Ihr Ehemann überlebte sie noch um mehr als 25 Jahre.

## Werke
- Le dévouement des médecins français et des sœurs de Sainte-Catherine dans la peste de Barcelone (Gedicht, 1822)
- Essais poétiques (Sammlung, 1824)
- Nouveaux essais poétiques (Sammlung, 1824)
- Hymne à Sainte Geneviève (Gedicht, 1825)
- La Vision (Gedicht, 1825)
- Le Dernier Jour de Pompéi (Gedicht, 1828)
- Napoline (Gedicht, 1833)

- Contes d'une vieille fille à ses neveux (Erzählungsband, 1832)
- Le lorgnon (Roman, 1832)
- Monsieur le Marquis de Pontanges (Roman, 1835)
- La Canne de M. de Balzac (Roman, 1836, Der Spazierstock des Herrn von Balzac)
- La Croix de Berny ("Hürdenlauf"-Roman, gemeinsam verfasst mit Théophile Gautier, Jules Sandeau und Joseph Méry, 1846)
- Il ne faut pas jouer avec la douleur (Novelle, 1853)
- Marguerite, ou Deux amours (Novelle, 1854)

- Courrier de Paris (Journalistische Berichte, Pseudonym Vicomte Charles de Launay, 1836–1848)
- Lettres Parisiennes (Journalistische Berichte, Pseudonym Emile de Girardin, 1836–1839)

- L'école des Journalistes (Komödie, Comédie-Française 1839)
- Judith (Tragödie, Comédie-Française 1843)
- Cléopâtre (Tragödie, Comédie-Française 1847)
- C'est la faute du mari (Komödie, Comédie-Française 1839)
- Lady Tartufe (Tragödie, Comédie-Française 1853)
- La joie fait peur (Komödie, Comédie-Française 1854)
- Le chapeau de l’horloger (Komödie, Théâtre du Gymnase, 1854)
- Une femme qui déteste son mari (Komödie, Théâtre du Gymnase, postum 1856)